# Система управления элементами сети
Система управления элементами сети (англ. Element management system, сокр. EMS) — программное обеспечение предназначенное для управления и контроля отдельного сетевого элемента группы однотипных элементов.
Состоит из систем и приложений, которые связаны с управлением (СЭ) на сетевом уровне управления элементом (УСЭ) модели управления телекоммуникационной сетью.

## Назначение
EMS управляет одним или более специфичным типом телекоммуникационных сетевых элементов. Как правило, EMS управляет функциями и возможностями в рамках каждого СЭ, но не управляет трафиком между различными СЭ в сети. Для поддержки управления трафиком между собой и другими СЭ, EMS обращается выше, к системам управления сетью (NMS) более высокого уровня, как описано в многоуровневой модели управления телекоммуникационной сетью (TMN).
EMS обеспечивает основу для реализации архитектуры многоуровневых TMN систем поддержки операций (OSS), которая позволит поставщикам услуг удовлетворить потребности клиента для быстрого развертывания новых услуг, а также отвечают строгим качества обслуживания (QoS) требований.
В соответствии с рекомендациями ITU-T, основные функции управления элементами сети делится на пять основных областей: управление отказами, управление конфигурацией, учёт, управление производительностью и безопасностью (FCAPS). Все части FCAPS укладываются в модель TMN.

## Интерфейсы EMS
Северный интерфейс EMS взаимодействует с NMS. TM Forum стандартизовал MTNM — EMS-NMS интерфейс на основе CORBA технологии.
Южный интерфейс EMS взаимодействует с устройствами, для этого применяются протоколы собственные протоколы, SNMP, TL1, и другие протоколы управления СЭ.

## Типы элементов на различных рынках, которые могут управляться посредством EMS интерфейсов
- Медиашлюз кабельной телефонии
- Медиашлюз
- Программный маршрутизатор
- Поставщик услуг технологии видео сжатия
- Поставщик беспроводного широкополосного доступа
- и др.

## Система управления сетью и система управления сетевыми элементами
NMS предоставляет единую систему обмена информацией через управляющие приложения, автоматизацию задач управления устройствами, обзор состояния и производительности сети, а также выявление и определение сетевых неисправностей.
С помощью единой централизованной системы и знания инвентаризации сети, NMS обеспечивает уникальную платформу межфункциональных возможности управления, что снижает накладные расходы сетевого администрирования.
NMS это решение для управления уровня оператора. Она способна расширяться по мере роста сети, сохраняя высокие уровни производительности, в соответствие с ростом числа сетевых событий, и предоставлять возможность упрощенной интеграции с системами сторонних производителей. Это соответствует ожиданиям поставщиков услуг по системам OSS.